# Jesper Christensen (politiker)
 Der er flere personer med dette navn, se Jesper Christensen (flertydig).
Jesper Christensen (født 1962 i Tingbjerg) er en dansk kommunalpolitiker, der tidligere var børne- og ungdomsborgmester (2013, 2018-2021) og socialborgmester (2014-2017) i Københavns Kommune, valgt for Socialdemokratiet. Han blev valgt til Københavns Borgerrepræsentation i 2001 og genvalgt i 2005, 2009, 2013 og 2017. Jesper Christensen er født og opvokset i Tingbjerg, hvor han boede frem til 2018. I dag bosiddende i Ørestad i Bella Kvarter.